# Escut de Darnius
L'escut oficial de Darnius té el següent blasonament:
Escut caironat: d'atzur, un niu amb 3 pollets a dins i somat d'una parella d'ocells afrontats a cada extrem, tot d'or. Per timbre una corona de comte.

## Història
Va ser aprovat el 5 d'agost de 1988 i publicat al DOGC el 12 de setembre del mateix any amb el número 1042.
Armes parlants tradicionals, al·lusives al "niu" que amaga el nom de la localitat. Darnius fou el centre d'una baronia; el 1692, Miquel Joan de Taverner-Montornès i d'Ardena, baró de Darnius, va esdevenir comte de Darnius, i això es veu reflectit per la corona del capdamunt de l'escut.